# Music Bank (pořad)
Music Bank (korejsky 뮤직뱅크, Mjudžikbenkchu) je jihokorejský hudební televizní pořad, vysílaný na stanicích KBS2 a od roku 2015 také na KBS World do více než stovky zemí. Živě se vysílá každý pátek v 17:05 z KBS New Wing Open Hall v Jouido-dongu v Soulu. Pořad také vysílá globální živý koncert Music Bank World Tour.

## Historie
V roce 1981 se začal vysílat pořad Top 10 Songs (가요톱10). Ten se vysílal živě v pátek v 18:30. Top 10 Songs se vysílalo až do roku 1998. V roce 1998 se namísto Top 10 Songs začal vysílat pořad Bravo New Generation, ten byl ovšem kvůli nízkému hodnocení 18. června 1998 nahrazen pořadem Music Bank.
V roce 2005 byl pořad přesunut na neděli na 12:45 a nebyl vysílán živě. Kvůli poklesu sledovanosti se v září 2007 pořad vrátil na pátek na 18:30 a začal se opět vysílat živě.
Od ledna 2008 se používá systém hodnocení K-Chart. V červnu 2008 se pořad prodloužil na 70 minut, což z něj udělalo nejdelší hudební program ve vysílání. V listopadu roku 2008 se pořad prodloužil na 80 minut.
Od 27. srpna 2010 se začal pořad živě vysílat do 54 zemí po celém světě prostřednictvím služby KBS World.
Od 11. listopadu 2011, v rámci podzimních změn formátu, se pořad začal vysílat 105 minut, v návaznosti na zpravodajský pořad KBS news 6 .
Od srpnu 2012 začala kabelová síť Myx vysílat první anglicky dabovanou verzi pořadu Music Bank.
Od 25. října 2013 se pořad začal opět vysílat 80 minut.
Od 31. ledna 2020 do 26. srpna 2022 se pořad přestal natáčet s diváky, kvůli šíření viru covid-19.